# Yūji Horii

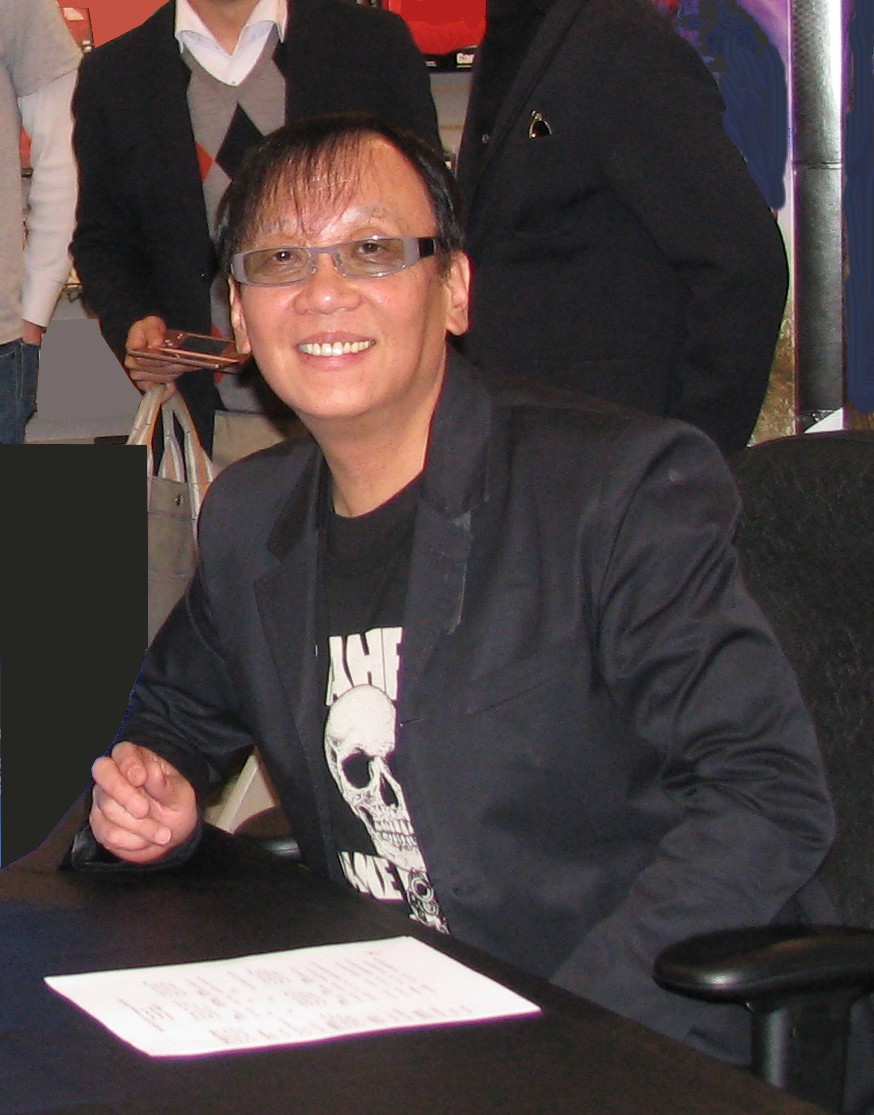
Yūji Horii

Yuji Horii (jap. 堀井 雄二, Horii Yūji; * 6. Januar 1954 in Sumoto, Präfektur Hyōgo) ist ein japanischer Videospieleentwickler und Schöpfer der Dragon-Quest-Reihe.
Yuji Horii gewann 1982 den Game Program Contest, welcher von Enix ausgerufen wurde, um die Programme der siegreichen „Hobby-Coder“ zu vermarkten. So kam Yuji Horii zu Enix (heute: Square Enix).

## Ludografie
- Dragon Quest IX (2009)
- Dragon Quest: Die Reise des verwunschenen Königs (2004)
- Dragon Quest Monsters 2: Cobi’s Journey (2001)
- Dragon Quest I & II (2000)
- Dragon Quest VII (2000)
- D-2 (1999), Sega Corporation
- Dragon Quest Monsters (1998)
- Dragon Warrior III (1996)
- Chrono Trigger (1995)
- Dragon Quest VI: Maboroshi no Daichi (1995)
- Torneko no Daibouken – Fushigi no Dungeon (1993)
- Dragon Quest V: Tenkuu no Hanayome (1992)
- Dragon Quest IV (1990)
- Dragon Quest III (1988)
- Dragon Quest II (1987)
- Dragon Quest (1986)